# Tárnokréti
Tárnokréti (ehemals Réti, deutsch Rittern) ist eine ungarische Gemeinde im Kreis Csorna im Komitat Győr-Moson-Sopron. Sie liegt am rechten Ufer des Flusses Rábca.

## Geschichte
Bis 1908 trug die Gemeinde den Namen Réti.

## Sehenswürdigkeiten
- Evangelische Kirche, erbaut 1785 (Spätbarock)
- Heimatmuseum (Tájház)

## Verkehr
Durch Tárnokréti verläuft die Landstraße Nr. 8529. Der nächstgelegene Bahnhof befindet sich ungefähr sechs Kilometer südwestlich in Bősárkány.